# 광혜원면
광혜원면(廣惠院面)은 충청북도 진천군의 면 중 하나이다. 만승면(萬升面)이었다가 2000년에 개칭되었다. 진천군청에서 북쪽으로 약 18km 지점에 위치하며, 진천군의 면 중 가장 북쪽에 있는 곳으로서 경기도 안성시와 접한다.

## 유래
- 광혜원터(廣惠院-): 광혜원이라는 원이 있던 자리이다. 지금의 광혜원중학교 남동쪽이 된다. 원은 고려, 조선 시대에 역과 역 사이에 두어 공무를 보는 벼슬아치가 묵던 공공 여관이다. 원터 옆에 정자가 있었는데, 이곳에서 새로 부임하는 관찰사와 퇴임하는 관찰사가 서로 관인을 주고 받았다고 한다. 아울러, 광혜원의 이름을 뜻풀이하면 '넓은 혜택이 있는 곳'이다.[1]

## 법정리
- 광혜원리
- 구암리
- 금곡리
- 실원리
- 월성리
- 죽현리
- 회죽리

## 자연
광혜원면의 서쪽 지역은 고도의 구릉성 산지이며, 차령산맥의 연속으로 남쪽의 이월면과 연속된 진천평야의 일부이기도 하며, 고도 200~400m 이하의 평지가 미호강의 지류인 회죽천 상류에 구암 저수지가 있어 수리가 편리한 지형을 갖추고 있다.

## 산업
지역 특산물로는 주로 해외에 수출하는 관상어가 있고, 사슴을 많이 사육하여 관련제품들을 많이 생산하고 현지의 조합법인 형태로 운영될 뿐만 아니라, 주요 농산물인 배추, 오이, 수박 등이며 20만 평 부지의 광혜원산업단지, 광혜원농공단지 및 각종 중소기업 등 70여개 업체가 운영되고 있다.

## 교통
청주와 진천, 서울을 잇는 17번 국도가 4차선 도로로 포장되어 있어 광혜원면사무소를 관통하고 있을 뿐 아니라, 중부고속도로 대소 나들목이 광혜원에서 동쪽으로 1.7km 지점에 위치하여, 수도권으로 1시간 이내 접근이 가능한 최적의 교통환경 여건을 갖추어져 있다.

## 교육 기관
광혜원면에는 광혜원고등학교, 광혜원중학교, 만승초등학교 등 초중고 교육기관이 각각 1개씩 갖추어져 있다.

## 아파트
| 단지명      | 건설사         | 시행사       | 주소        | 주소     | 입주       | 비고 |
| ----------- | -------------- | ------------ | ----------- | -------- | ---------- | ---- |
| 광혜원 주공 | 리젠시빌산업㈜ | 대한주택공사 | 화랑길 50-5 | 광혜원리 | 2003년 8월 |      |

## 주요 관광지
광혜원면의 주요 관광지는 수양사가 있다. 회죽리 회안마을 뒷산자락에 있는 수양사는 조선 시대에 세워진 사당으로, 해주 오씨 시조 오인유를 비롯하여 25위를 봉안한 문중사당이다. 사당은 정면 3칸, 옆면 1칸반의 맞배지붕 목조 기와집으로 반칸의 앞퇴를 두었으며, 처마 밑에 수양사라고 현판을 달았다. 면사무소 소재지에서 진천읍 방향으로 차로 15분 거리에 있다.

## 주요 특산품
- 관상어
- 진천 한방사슴 녹용엑기스